# Ламінальний приголосний
Ламінальні приголосні — це (л-подібні) приголосні, в яких повітряний потік переривається лопаткою язика (передня частина язика відразу за кінчиком) і проходить по боках лопатки.
В деяких мовах ламінальні контрастують з апікальними приголосними (де потік повітря переривається кінчиком язика). Тобто вони розрізняються артикуляцією.
Хоча більшість мов не протиставляють ламінальні і апікальні звуки, відмінність виявляється в ряді мов:
- Контраст дуже поширений в австралійських мовах, які, як правило, не мають фрикативних.
- Деякі мови в Південній Азії протиставляють апікальні і ламіналіні проривні; в мові гіндустані, апікальні проривні, як правило, називають ретрофлексними, але, насправді, вони альвеолярні або постальвеолярні. Малаялам має потрійну відмінність між зубними ламінальними, апікальними альвеолярного і справжніми субапікальними ретрофлексними в носових і глухих ротових проривних приголосних.
- Баскська мова розрізняє ламінальні і апікальні шиплячі в області альвеол, але мандарин, сербохорватська і польська проявляють розбіжність з постальвеолярними приголосними.
- Деякі корінні мови Каліфорнії мають відмінності в проривних і фрикативних.
- Мова дагало вирізняє їх тільки в проривних.

Оскільки ламінальні приголосні використовують пласку поверхню язика (лопатку), вони мають більш широку область контакту, ніж апикальні приголосні. Ламінальні приголосні, в деяких мовах, були зафіксовані з широкою оклюзією (закриттям), що охоплює всю передню частину рота, від твердого неба до зубів, що робить важким порівняння.
Частою ламінальною артикуляцією іноді називається зубно-альвеолярна; вона охоплює простір від альвеолярного відростку до зубів, але трохи далі вперед, ніж інші альвеолярні ламінальні приголосні, які охоплюють більшу частину альвеолярного відростку (і їх можна було б вважати постальвеолярними). Така ситуація у французькій мові.